# Darling (1965)
Darling is een Britse dramafilm uit 1965 onder regie van John Schlesinger.

## Verhaal
Diana Scott wil een carrière als actrice en fotomodel. Ze beëindigt daarom haar huwelijk. Als ze de televisieverslaggever Robert Gold ontmoet, verlaat hij zijn gezin meteen voor haar. Hij neemt haar bovendien mee naar feestjes in de Londense beau monde. Daar leert ze de aantrekkelijke zakenman Miles Brand kennen.

## Rolverdeling
| Acteur                  | Personage              |
| ----------------------- | ---------------------- |
| Laurence Harvey         | Miles Brand            |
| Dirk Bogarde            | Robert Gold            |
| Julie Christie          | Diana Scott            |
| José Luis de Vilallonga | Cesare                 |
| Roland Curram           | Malcolm                |
| Basil Henson            | Alec Prosser-Jones     |
| Helen Lindsay           | Felicity Prosser-Jones |
| Carlo Palmucci          | Curzio della Romita    |
| Dante Posani            | Gino                   |
| Umberto Raho            | Palucci                |
| Pauline Yates           | Estelle Gold           |
| Peter Bayliss           | Lord Grant             |
| Alex Scott              | Sean Martin            |
| Ernest Walder           | Kurt                   |
| Brian Wilde             | Willett                |
| Richard Bidlake         | Rupert Crabtree        |
| Trevor Bowen            | Tony Bridges           |